# Alpina sajana
Alpina sajana là một loài bướm đêm trong họ Geometridae.